# Glenea giraffa
Glenea giraffa là một loài bọ cánh cứng trong họ Cerambycidae.